# Anchieta (Santa Catarina)
Anchieta is een gemeente in de Braziliaanse deelstaat Santa Catarina. De gemeente telt 6.683 inwoners (schatting 2009).

## Aangrenzende gemeenten
De gemeente grenst aan Campo Erê, Guaraciaba, Palma Sola, Romelândia, São José do Cedro en São Miguel do Oeste.